# 30 Dywizja Piechoty (LWP)
30 Dywizja Piechoty – związek taktyczny piechoty ludowego Wojska Polskiego.
Dywizja sformowana została w terminie do 1 grudnia 1951, na terenie Okręgu Wojskowego nr V Kraków, w składzie 12 Korpusu Piechoty. Organizowana była według etatów dywizji piechoty typu B „konna mała”.
20 grudnia 1952 dywizja została rozformowana.

## Dowódcy dywizji
- ppłk dypl. Cezary Kozaczyński (p.o. 8.09.1951 – 14.10.1952)
- ppłk Jan Konieczny (cz.p.o. 14.10.1952 – 17.12.1952)

## Struktura organizacyjna
Organizacja w 1951:
- Dowództwo i sztab – według etatu 2/129 – Przemyśl (JW 2350)
- 74 pułk piechoty – według etatu 2/130 – Jarosław (JW 2373)
- 92 pułk piechoty – według etatu 2/130 – Jarosław (JW 2460)
- 97 pułk piechoty – według etatu 2/130 – Przemyśl (JW 2577)
- 119 pułk artylerii lekkiej – według etatu 2/131 – Przemyśl (JW 2604)
- 34 dywizjon artylerii przeciwpancernej – według etatu 2/132 – Jarosław (JW 2638)
- 40 dywizjon artylerii przeciwlotniczej – według etatu 2/133 – Przemyśl (JW 4437)
- 62 batalion łączności – według etatu 2/134 – Przemyśl (JW 4454)
- 59 batalion saperów – według etatu 2/135 – Radymno[1], w koszarach „dolnych” (JW 4583)
- 37 kompania obrony przeciwchemicznej – według etatu 2/136 – Przemyśl (bez numeru)
- pluton zwiadu – według etatu 2/137 – Przemyśl (bez numeru)
- pluton samochodowy – według etatu 2/138 – Przemyśl (bez numeru)

Według oddzielnego rozkazu był sformowany Wydział Informacji 30 DP.
W dniu 2.11.1952 dywizja liczyła: 449 oficerów, 1499 podoficerów, 1954 szeregowców, 920 elewów, 95 kontraktowych i 437 koni.